# ماريو دراجي
ماريو دراغي (مواليد 3 سبتمبر 1947) هو اقتصادي ومصرفي وأكاديمي إيطالي، وسياسي شغل منصب رئيس وزراء إيطاليا منذ 13 فبراير عام 2021.
تقدم باستقالته في 21 يوليو 2022، بعد أن رفضت ثلاثة أحزاب في الائتلاف الحكومي المشاركة في التصويت لسحب الثقة من الحكومة في البرلمان. قبل الرئيس الإيطالي الاستقالة، وكلف دراغي بقيادة حكومة تصريف أعمال، وقام بحل البرلمان، وأعلن إجراء انتخابات برلمانية مبكرة في 25 سبتمبر 2022.
شغل سابقًا منصب رئيس البنك المركزي الأوروبي (إي سي بي) منذ عام 2011 حتى عام 2019. شغل دراغي أيضًا منصب رئيس مجلس الاستقرار المالي منذ عام 2009 حتى عام 2011، وحاكمًا لبنك إيطاليا منذ عام 2006 حتى عام 2011.
بعد مسيرة مهنية طويلة كأكاديمي اقتصادي في إيطاليا، عمل دراغي في البنك العالمي في العاصمة واشنطن طوال ثمانينيات القرن العشرين، وعاد في عام 1991 إلى روما ليصبح المدير العام للخزانة الإيطالية.
ترك هذا المنصب بعد عقد من الزمن لينضم إلى بنك غولدمان ساكس، حيث ظل هناك حتى تعيينه حاكمًا للبنك الإيطالي في عام 2006. تزامنت فترة ولايته كحاكم مع الركود الكبير لعام 2008، وتم اختياره في خضم ذلك ليصبح أول رئيس لمجلس الاستقرار المالي، واضع المعايير العالمية الذي حل محل منتدى الاستقرار المالي.
ترك هذه الوظائف بعد ترشيحه من المجلس الأوروبي في عام 2011 ليشغل منصب رئيس البنك المركزي الأوروبي. ترأس المؤسسة خلال أزمة منطقة اليورو، واشتهر في جميع أنحاء أوروبا بقوله إنه سيكون مستعدًا للقيام «بكل ما يلزم» لمنع اليورو من الانهيار. في عام 2014، أدرجت مجلة فوربس دراغي كثامن أقوى شخصية في العالم. في عام 2015، صنفته مجلة فروتشن بأنه «ثاني أقوى قائد في العالم».
يعد أيضًا الإيطالي الوحيد الذي أدرج اسمه ثلاث مرات في قائمة تايم 100 السنوية. في عام 2021، صنفته صحيفة بوليتيكو أوروبا بأنه أقوى شخصية في أوروبا. في عام 2019، وصفه بول كريغمان بأنه «أعظم مدير بنك مركزي في العصر الحديث».
علاوة على ذلك، وبفضل سياساته المالية، فإنه يعتبر «منقذ اليورو» خلال أزمة الديون الأوروبية.
أطلقت عليه بعض وسائل الإعلام لقب سوبر ماريو، وهو لقب شاع خلال فترة رئاسته للبنك المركزي الأوروبي، عندما نسبت إليه عدة مصادر الفضل أنه لعب دورًا رئيسيًا في مكافحة أزمة منطقة اليورو.
بعد انتهاء فترة ولاية دراغي كرئيس للبنك المركزي الأوروبي في عام 2019، عاد في البداية إلى حياته الخاصة.
بتاريخ 3 فبراير عام 2021، وفي خضم جائحة كوفيد-19، دعا الرئيس الإيطالي سيرجيو ماتاريلا دراغي لتشكيل حكومة وحدة وطنية، بعد استقالة جوزيبي كونتي.
بعد مفاوضات ناجحة مع أحزاب بما فيها الرابطة (رابطة الشمال)، وحركة النجوم الخمسة، والحزب الديموقراطي وفورزا إيطاليا، أدى دراغي القسم كرئيس للوزراء في 13 فبراير، وتعهد بالإشراف على التنفيذ الفعلي للتنشيط الاقتصادي بعد جائحة كوفيد-19.

## عائلته
ولد ماريو دراغي في روما عام 1947 لعائلة من الطبقة الأرستقراطية؛ انضم والده كارلو، المولود في بادوفا، إلى بنك إيطاليا في عام 1922، وعمل لاحقًا في معهد إعادة الإعمار الصناعي (آي آر آي) وفي بنك العمل الوطني؛ في حين أن والدته، جيلدا مانشيني، التي ولدت في مونتيفيردي، كامبانيا، بالقرب من أفيلينو، كانت تعمل صيدلانية.
ماريو هو الابن الأكبر بين ثلاثة أطفال هم: أندرينا، مؤرخة فنية، ومارسيلو، رجل أعمال. عندما كان في سن الخامسة عشر، توفي والده الذي ولد في عام 1895، وفي سن التاسعة عشر توفيت والدته.

## دراسته
درس دراغي في معهد ماسيميليانو ماسيمو، وهو مدرسة يسوعية في روما، حيث كان زميلًا للرئيس المستقبلي لشركة فيراري، لوكا كورديرو دي مونتيزيمولو، ومقدم البرامج التلفزيونية المستقبلي جنكارلو ماغالي.
في عام 1970، تخرج بمرتبة شرف في الاقتصاد من جامعة سابينزا في روما، تحت إشراف الاقتصادي الكينزي فيديريكو كافيه؛ كانت أطروحة تخرجه بعنوان «التكامل الاقتصادي وتغير أسعار الصرف». انتقد دراغي في أطروحته بشكل خاص تصريحات رئيس وزراء لوكسمبورغ بيير ويرنر بأن الاتحاد المالي الأوروبي كان «سابقًا لأوانه».
استمر دراغي ليحصل على شهادة الدكتوراه في الاقتصاد من معهد ماساتشوسيتس للتكنلوجيا في عام 1976، هذه المرة بأطروحة عنوانها «مقالات عن النظرية الاقتصادية وتطبيقاتها»، تحت إشراف فرانكو موديلياني وروبرت سولو.

## عمله الأكاديمي
كان دراغي أول أستاذ في الاقتصاد والسياسة المالية في جامعة ترينتو منذ عام 1975 حتى عام 1981، ومن ثم أستاذًا في الاقتصاد الكلي في جامعة بادوفا، ولاحقًا أستاذًا للاقتصاد الرياضي في جامعة البندقية. في عام 1981، تم تعيينه أستاذًا في الاقتصاد والسياسة المالية في جامعة فلورنس وهو منصب شغله حتى عام 1994.

## مسيرته المهنية
خلال هذا الوقت، عمل أيضًا لبعض الوقت كمستشار في البنك الدولي في العاصمة واشنطن. في عام 1983، تم تعيين دراغي مستشارًا لوزير الخزانة آنذاك جيوفاني غوريا.
في عام 1991، عين كل من وزير الخزانة غويدو كارلي وحاكم بنك إيطاليا كارلو أتزيليو تشامبي دراغي المدير العام للخزانة الإيطالية؛ شغل دراغي هذا المنصب الرفيع في الخدمة المدنية حتى عام 2001.
ترأس خلال هذه الفترة في الخزانة اللجنة التي قامت بمراجعة تشريعات الشركات والتشريعات المالية الإيطالية، وصاغ القانون الذي ما يزال يحكم الأسواق المالية الإيطالية.
كان دراغي أيضًا من أبرز المؤيدين لخصخصة العديد من الشركات التابعة للدولة والتي نفذت في الاقتصاد الإيطالي خلال تسعينيات القرن العشرين. ترأس أيضًا اللجنة الإدارية في وكالة ساس (خدمات تأمين التجارة الخارجية الإيطالية)، ونفذ إصلاحًا كاملًا للمجموعة وأدار الفترة الانتقالية بعد فضيحة الفساد في ماني بوليت. عاد دراغي لإدارة ساس بين عامي 1998 و2001، قبل الخصخصة اللاحقة.
خلال هذه السنوات، كان أيضًا عضوًا في مجلس إدارة العديد من البنوك والشركات الإيطالية، مثل إيني، ومعهد إعادة الإعمار الصناعي، وبنك العمل الوطني ومعهد موبيليار الإيطالي.
في عام 2001، ترك الخزانة ليصبح زميلًا في معهد السياسة في كلية جون إف.كينيدي للإدارة الحكومية في جامعة هارفارد.
عُين دراغي أيضًا نائبًا لرئيس مجلس الإدارة ومديرًا إداريًا لمؤسسة غولدمان ساكس الدولية في عام 2002. عُين أيضًا عضوًا في لجنة إدارة الشركة، وشغل جميع هذه المناصب حتى عام 2005. قاد إستراتيجية غولدمان ساكس في أوروبا وارتباطاتها مع الشركات والحكومات الأوروبية.
بعد الكشف عن استخدام الحكومة اليونانية للمقايضات خارج السوق بشكل منهجي، بتسهيل من غولدمان ساكس، صرح دراغي أنه «لا يعرف شيئًا» عن هذا الترتيب، «وأنه ليس له علاقة به».  خلال هذه الفترة، عمل دراغي كوصي في معهد الدراسات المتقدمة في برينستون، نيوجيرسي، وعمل أيضًا لفترة من الزمن كمستشار في معهد بروكينغ في العاصمة واشنطن.

## روابط خارجية
- ماريو دراجي على موقع IMDb (الإنجليزية)
- ماريو دراجي على موقع الموسوعة البريطانية (الإنجليزية)
- ماريو دراجي على موقع مونزينجر (الألمانية)
- ماريو دراجي على موقع إن إن دي بي (الإنجليزية)
- ماريو دراجي على موقع كينوبويسك (الروسية)